# Silvano Agosti
Silvano Agosti (Brescia, 2 de març de 1938) és un director de cinema italià

## Biografia
Va assistir al Centre Experimental de Cinematografia de Roma, on va tenir com a companys a Marco Bellocchio i Liliana Cavani, i s'hi va graduar el 1962. Va ser guardonat amb el Ciak d'Or com a millor estudiant pel President de la República. Amb la beca obtinguda gràcies a aquest premi, Agosti va optar per anar a Moscou a la institució estatal de Cinema de la Unió Soviètica per a especialitzar-se en l'edició, estudiant al mateix temps el treball de Serguei Eisenstein. Després de treballar en guió, diàlegs i edició (sota el pseudònim de "Aurelio Mangiarotti"), així com la creació de música de fons, juntament amb Ennio Morricone, 1967 Agosti va fer el seu debut com a director amb la pel·lícula Il giardino delle delizie, amb música d'Ennio Morricone.
Il giardino delle delizie va ser convidada a l'Exposició Universal de Montreal com una de les deu millors pel·lícules produïdes en el món en aquest any, malgrat la censura de la qual va ser sotmesa en Itàlia. Durant els anys de protestes documenta els moviments de joves romans, a continuació, recollits en vídeo-antologia Taking Back Vida. Després va rodar NP il segreto (1970) amb Irene Papas i Francisco Rabal. Va ser testimoni de la resistència grega, i en 1973 va crear a Atenes Altri seguiranno produïda per la televisió sueca. El 1974, a Brescia va gravar documental sobre el bombardeig Piazza della Loggia.
Des de mitjan anys setanta s'acosta al tema de la bogeria amb Matti da slegare amb Bellocchio, Sandro Petraglia i Stefano Rulli. La pel·lícula es va rodar hospital psiquiàtric Colorno, prop de Parma, i ofereix una nova interpretació de cinema documental i ficció centrada en el manicomi, inspirat en la teoria de Franco Basaglia. De 1976 a 1978 va ser professor al Cinema Centre Experimental, però va decidir renunciar a causa de la incompatibilitat amb les directives de l'institut.
En els anys setanta produeix Il pianeta azzurro, el debut cinematogràfic de Franco Piavoli, que es projectarà amb èxit en Venècia en 1982: Tullio Kezich demana irònicament una llei que requereixi que tots els italians la vegin. Agosti va tractar de distribuir la pel·lícula a Roma, però va trobar falta d'interès dels operadors
En 1983 acaba "Recerca sobre la sensibilitat, la sensualitat i l'amor" en Parma, gravat en dos anys. Com a productor, Agosti continua amb 11 Març, una cooperativa que produirà totes les seves pel·lícules.
Quant a l'activitat literària, Agosti ha signat diverses novel·les i textos de poesia. Part de la seva producció: L'uomo proiettile (candidat al Premi Strega), Il cercatore di rugiada (candidato al Premio Strega), Uova di Garofano, La ragion pura, Il giudice, La vittima, L'assassino, Il semplice oblio (candidat al Premi Strega), Lettere dalla Kirghisia, Il ballo degli invisibili; la trilogia poetica Nuvole, Incanti, L'estro armonico; els contes Chiaro di luna i els manuals Breviario di cinema, "Come realizzare un film senza denaro o per capirci meglio senza spendere neppure un euro".
Per a la RAI ha fet la sèrie: 30 anni di oblio i 40 anni di oblio amb els materials acumulats per si mateix en la dècada 1968 - 1978. També ha col·laborat en diversos programes de televisió de Fabio Volo. Durant quaranta anys, alternant viatges a l'Índia, els EUA i el Canadà, ha viscut i treballat a Roma. En les seves pel·lícules Agosti prefereix no utilitzar un equip tradicional i cuidar dels papers més productius, incloent-hi la fotografia i l'edició personalment, en la creença que un director ha de supervisar tots els aspectes de la creació d'una obra per a evitar que la idea original es veu compromesa per la intervenció de moltes persones.

## Filmografia

### Director

#### Curtmetratges
- Requiem (1960)
- Il matrimonio di Vivina (1960)
- La veglia (1962)
- Bolle (1963)
- Violino (1965)
- Altri seguiranno (1973)
- Prima del silenzio (1989)
- Frammenti di vite clandestine (1991)

#### Documentals
- Cinegiornale del Movimento Studentesco (1968)
- Il volo (1975)
- Matti da slegare, codirigida amb Marco Bellocchio (1975)
- Prendiamoci la vita (1978)
- La macchina cinema, codirigida amb Marco Bellocchio, Sandro Petraglia i Stefano Rulli (1979)
- Runaway America (1982)
- L'addio a Enrico Berlinguer, codirigida amb Ugo Adilardi (1984)
- D'amore si vive (1984)
- Il leone d'argilla (1993)
- Trent'anni di oblio - La strage di Brescia (1998)
- La seconda infanzia (1998)
- C'ero anch'io - Frammenti di lotte di strada (1998)
- Dario Fo - Un ritratto (2002)
- Le quattro stagioni (2006)
- Guccini e Nomadi: "Un incontro" (2010)
- Altri seguiranno (2011)
- Il fascino dell'impossibile (2015)
- Ora e sempre riprendiamoci la vita (2018)

#### Llargmetratges
- Il giardino delle delizie (1967)
- N.P. - Il segreto (1971)
- Skärseld – codirigida amb Michael Meschke i Orhan Oguz (1975)
- Nel più alto dei cieli (1977)
- Quartiere (1987)
- Uova di garofano (1992)
- L'uomo proiettile (1995)
- La seconda ombra (2000)
- La ragion pura (2001)

### Guionista
- Donna è bello, dirigida per Sergio Bazzini (1974)

### Muntador
- I pugni in tasca, dirigida per Marco Bellocchio (1965)
- Il giardino delle delizie, dirigida per Silvano Agosti (1967)
- Grazie zia, dirigida per Salvatore Samperi (1968)
- La stretta, dirigida per Alessandro Cane - film TV (1970)
- N.P. - Il segreto, dirigida per Silvano Agosti (1971)
- Woyzeck - film TV (1974) , dirigida per Giancarlo Cobelli
- Donna è bello, dirigida per Sergio Bazzini (1974)
- L'ultimo uomo di Sara, dirigida per Maria Virginia Onorato (1974)
- Antonio Gramsci - I giorni del carcere, dirigida per Lino Del Fra (1977)
- Il gabbiano, dirigida per Marco Bellocchio (1977)
- Forza Italia!, dirigida per Roberto Faenza - documental (1978)
- Quartiere, dirigida per Silvano Agosti (1987)
- Uova di garofano, dirigida per Silvano Agosti (1992)
- L'uomo proiettile, dirigida per Silvano Agosti (1995)
- La seconda ombra, dirigida per Silvano Agosti (2000)
- La ragion pura, dirigida per Silvano Agosti (2001)
- L'innocenza di Clara, dirigida per Toni D'Angelo (2012)